# Robert Joel
Robert Joel McLane, noto anche come Robert Joel o Robert Michael (Macon, 4 agosto 1944 – Riverside, 30 settembre 1992) è stato un attore statunitense.

## Biografia
Robert Joel nacque a Macon nel 1944 e crebbe a Wagener. 
Dopo essersi laureato alla Furman University nel 1965 si trasferì a New York ed esordì a Broadway nel 1969 nel dramma Indians di Arthur Kopit. Successivamente recitò al cinema e in televisione, apparendo in film come A Very Natural Thing e Le deliranti avventure erotiche dell'agente speciale Margò e serie televisive come NET Playhouse.
Dalla fine degli anni 80 iniziò a lavorare come drammaturgo, ottenendo un discreto successo nel 1990 con il monologo Triptych. Successivamente si trasferì a Riverside, dove si sedicò alla drammaturgia e all'insegnamento. 
Dichiaratamente gay, morì di AIDS nel 1992 all'età di 48 anni.

## Filmografia

### Cinema
- Barbara, regia di Walter Burns (1970)
- Blue Summer, regia di Chuck Vincent (1971)
- A Very Natural Thing, regia di Christopher Larkin (1974)
- Le deliranti avventure erotiche dell'agente speciale Margò (Up!), regia di Russ Meyer (1976)

### Televisione
- NET Playhouse - serie TV, episodio 4x19 (1970)